# Colégio Militar do Recife
O Colégio Militar do Recife (CMR) é uma escola militar pública em Recife, Pernambuco, Brasil. Fundado em 1959, integra o Sistema Colégio Militar do Brasil (SCMB), subordinado à Diretoria de Educação Preparatória e Assistencial (DEPA) do Exército Brasileiro. Atende cerca de 1.500 alunos nos ensinos fundamental II e médio, sendo reconhecido por sua excelência acadêmica e disciplina.

## História
O CMR foi fundado pelo Decreto nº 47.416, de 11 de dezembro de 1959, assinado pelo Marechal Henrique Teixeira Lott, então Ministro da Guerra. Iniciou atividades em 25 de abril de 1960, no bairro do Derby, em um prédio que abrigava a antiga Faculdade de Medicina de Pernambuco, sob o comando do Coronel Mário Libório Pereira. Transferiu-se para o Engenho do Meio em 1978, mas foi desativado em 1988. Reativado em 1993 pela Portaria Ministerial nº 152-A, ocupou instalações provisórias até a inauguração da sede atual, na Av. Visconde de São Leopoldo, em 1996. Recebeu a Ordem do Mérito Militar em 2004, concedida pelo presidente Luiz Inácio Lula da Silva.

## Subordinação
O CMR é subordinado à DEPA, órgão do Exército Brasileiro responsável pela gestão do SCMB, sediada no Rio de Janeiro.

## Comandante Atual
O atual comandante do CMR é o Coronel Ricardo Vieira Coelho Júnior, conforme informações oficiais do colégio.

## Estrutura
O CMR está localizado no bairro Engenho do Meio, na Av. Visconde de São Leopoldo, ocupando 110.000 m², com 30.000 m² de área construída, incluindo 55 salas de aula, laboratórios, biblioteca e auditório. Possui instalações esportivas como campo de futebol e ginásio. Conta com 65 professores e ~130 funcionários.

## Projeto Pedagógico
Segue o currículo do SCMB, alinhado à Base Nacional Comum Curricular (BNCC) e à Lei de Diretrizes e Bases da Educação (LDB), com disciplinas como Matemática, Português e Educação Moral e Cívica (EMC), além de práticas militares. A missão do CMR é formar cidadãos e despertar vocações para a carreira militar, segundo valores do Exército Brasileiro.

## Processo Seletivo
O ingresso ocorre por concurso público anual, com vagas para o 6º ano do ensino fundamental e 1º ano do ensino médio, exigindo provas de Matemática e Português, além de exames médicos. Dependentes de militares têm vagas reservadas por amparo legal.

## Desempenho Acadêmico
Registra IDEB de (7,4) nos anos finais, (6,6) no ensino médio e (7,4) nos anos iniciais. No ENEM, alcança médias acima de 550 pontos, com aprovações em vestibulares como UFPE e com 77% dos alunos participando, com aprovações em vestibulares.

## Símbolos e Tradições
O lema do CMR é "A excelência na arte de educar". A data de 25 de abril é celebrada como o aniversário do colégio, marcando o início de suas atividades.